# Škoda Superb
Škoda Superb (укр. Шкода Суперб) — ліфтбеки або універсали, що виробляються чеською компанією Škoda (дочірньою концерну Volkswagen) з 2001 року. Виробник офіційно кваліфікує модель як середнього класо-розміру.
З англійської «superb» перекладається як «чудове, найкраще».

## Передісторія
Superb - флагман модельного ряду Skoda. Його історія почалася ще в далекому 1934 році, коли був представлений перший автомобіль класу «люкс» з таким ім'ям. З плином часу модель зазнала безліч корінних змін. До 1947 року навіть випускалася версія з 4-х літровим 8-циліндровим двигуном потужністю 95 к.с.

## Перше покоління (B5, Typ 3U; 2001-2008)

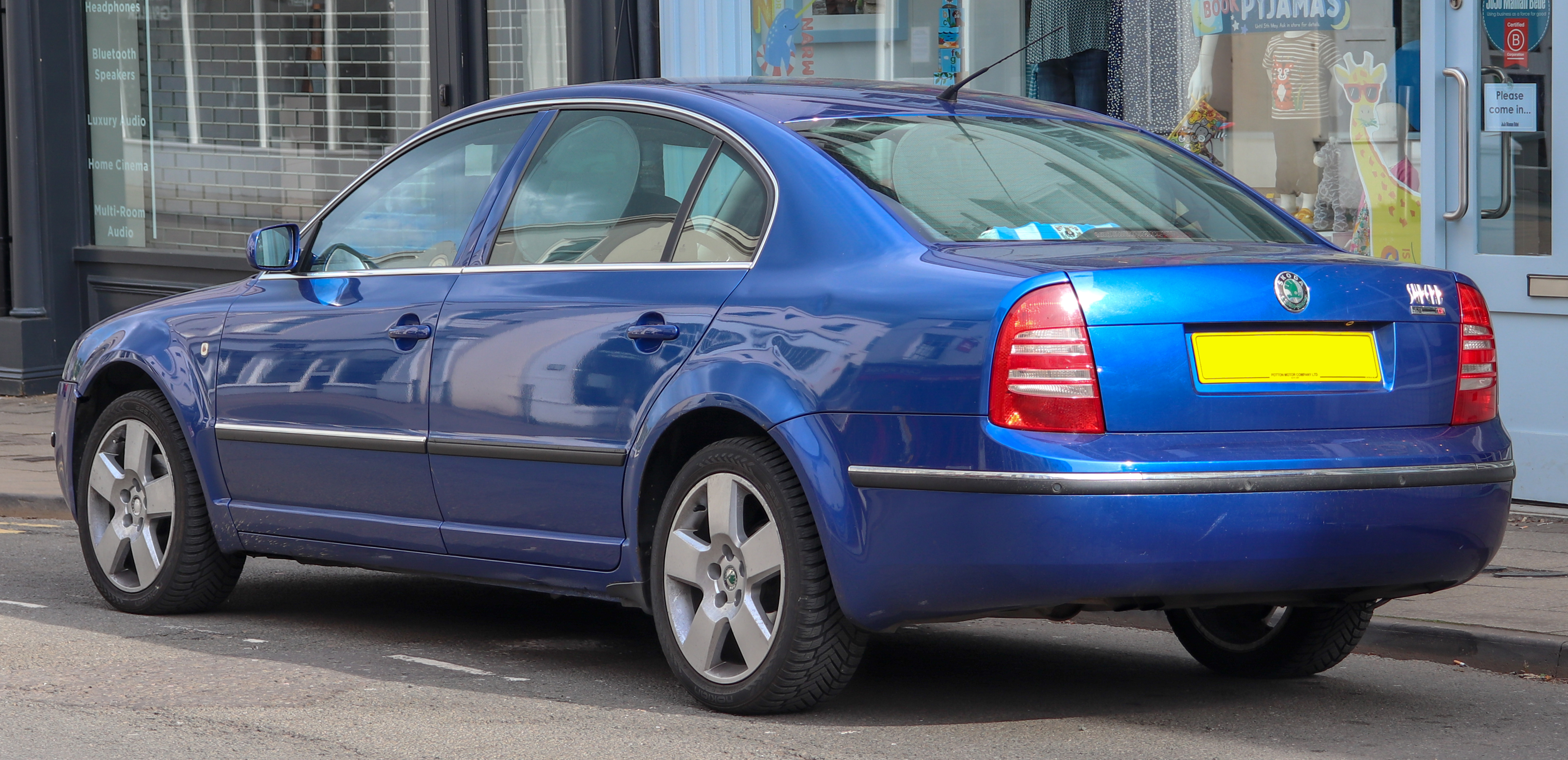
Škoda Superb I (2001–2006)

Більше 60 років по тому, в 2001 році компанія Skoda Auto випустила солідний седан Superb. Автомобіль завоював численні визнання як з боку фахівців, так і публіки. Він став «Автомобілем року» в 2002 в Югославії; переміг в опитуванні «Міський автомобіль року», організований Британським клубом автомандрівників; був «Кращим закордонним автомобілем» в Німеччині в 2002 році.
В основі Superb лежить Volkswagen Passat Lingyu китайського виробництва. Колісна база такого Passat, що випускався на підприємстві Shanghai, довша в порівнянні зі стандартним Пассат B5 на 100 мм (2803 мм). Габаритні розміри Superb (довжина 4800 мм) використовуються в повній мірі. Такий просторий салон можна зустріти хіба що в представницьких лімузинах з подовженою колісною базою. Оздоблення і матеріали високої якості підсилюють враження ексклюзивності і переваги.
Широкий діапазон передових технічних рішень забезпечує високий рівень активної і пасивної безпеки автомобіля. Конструкція шасі гарантує відмінну керованість. Гальмівна система оснащена електронними стабілізуючими системами: антиблокувальна система гальм (ABS), система електронного блокування диференціала (EDS), противобуксовочная система ASR і система стабілізації (ESP).
Вперше Skoda Superb з'явилася система Cargo-Flex. Вона знаходиться в багажнику і являє собою якийсь набір ніш, які в неробочому стані щільно прилягають до спинки задніх сидінь. У разі, коли водієві необхідно щось занурити в багажник (обсяг 462 літра), він розкладає Cargo-Flex і утворює кілька відділень. Завдяки цій системі вантаж не буде бовтатися по всьому багажнику.
Машина мала в своєму розпорядженні багату палітру поздовжньо розташованих силових агрегатів: «четвірки» 1.8 T, 1.9 TDI, 2.0, 2.0 TDI, двигуни V6 2.8 і V6 2.5 TDI. Коробок передач теж вистачало: п'яти- і шестиступінчатою «механікою» і п'ятидіапазонний «автомат» ZF. Але тип кузова був один — седан.
У 2006 році був проведений фейсліфтінг, в результаті якого змінам піддалися решітка радіатора, фари і задні ліхтарі, з'явилися нові двигуни і змінився інтер'єр автомобіля.
До березня 2008-го автомобілі першого покоління робили ще в Китаї, Індії та Україні.

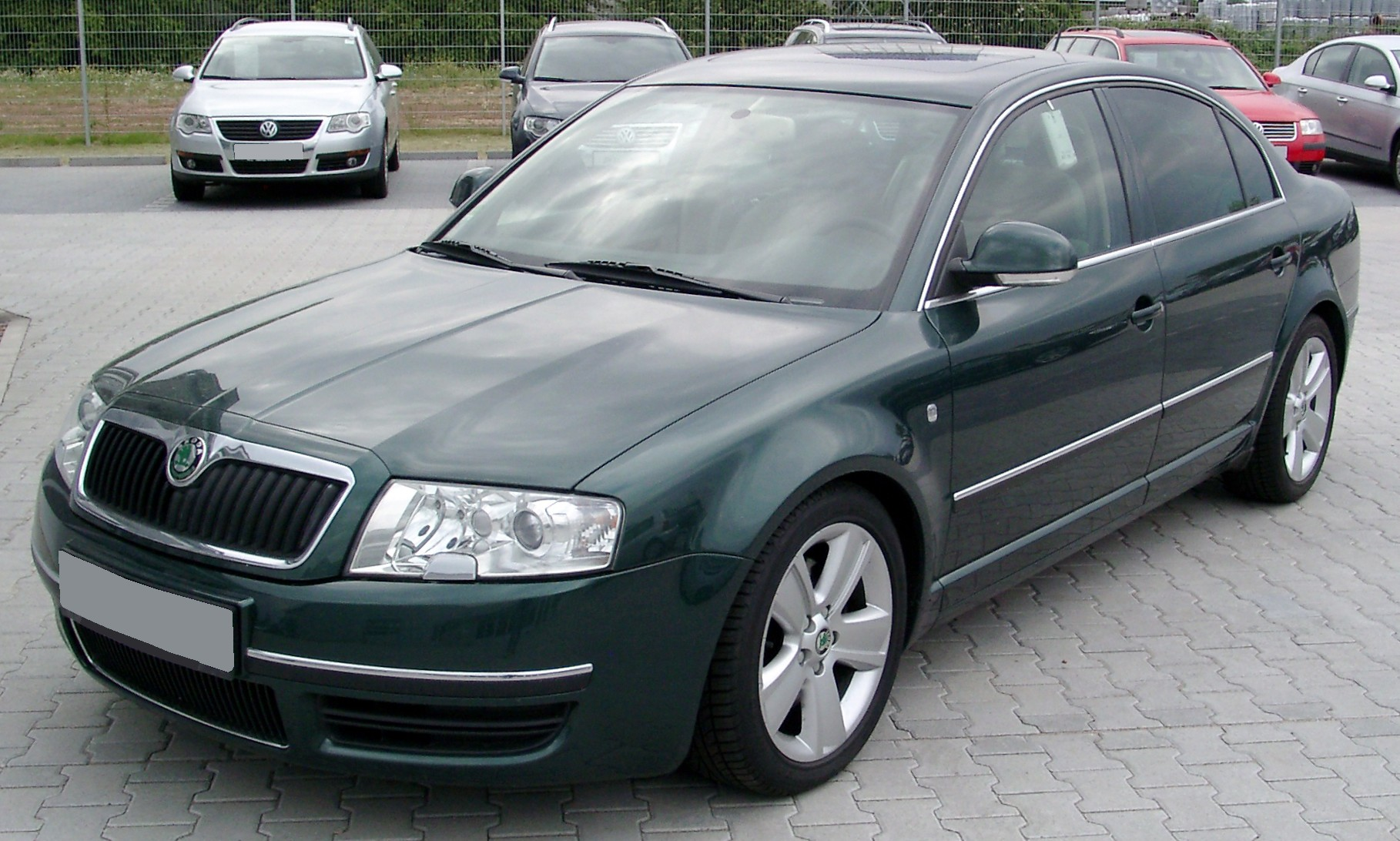
Skoda Superb I (2006–2008)
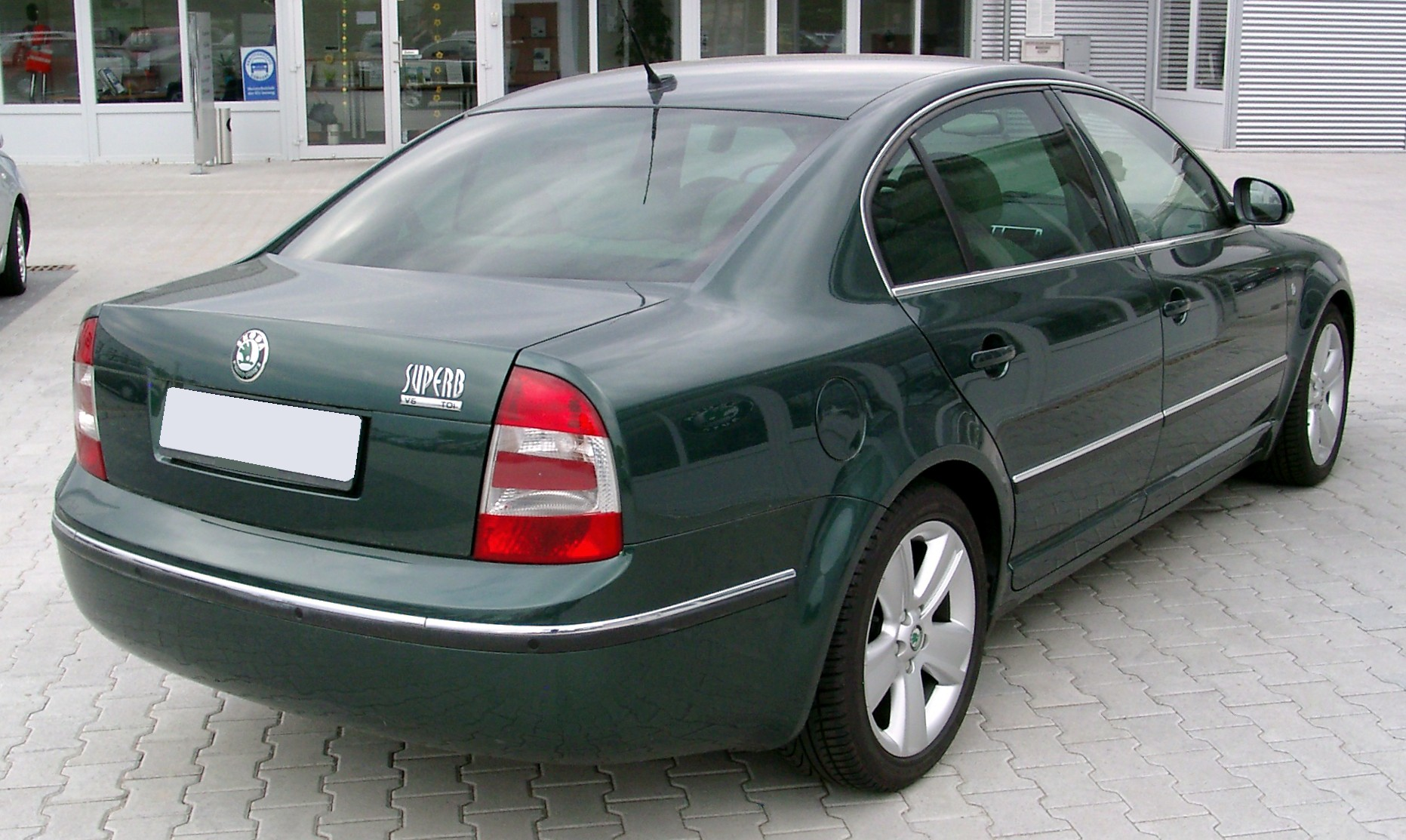
Skoda Superb I (2006–2008)
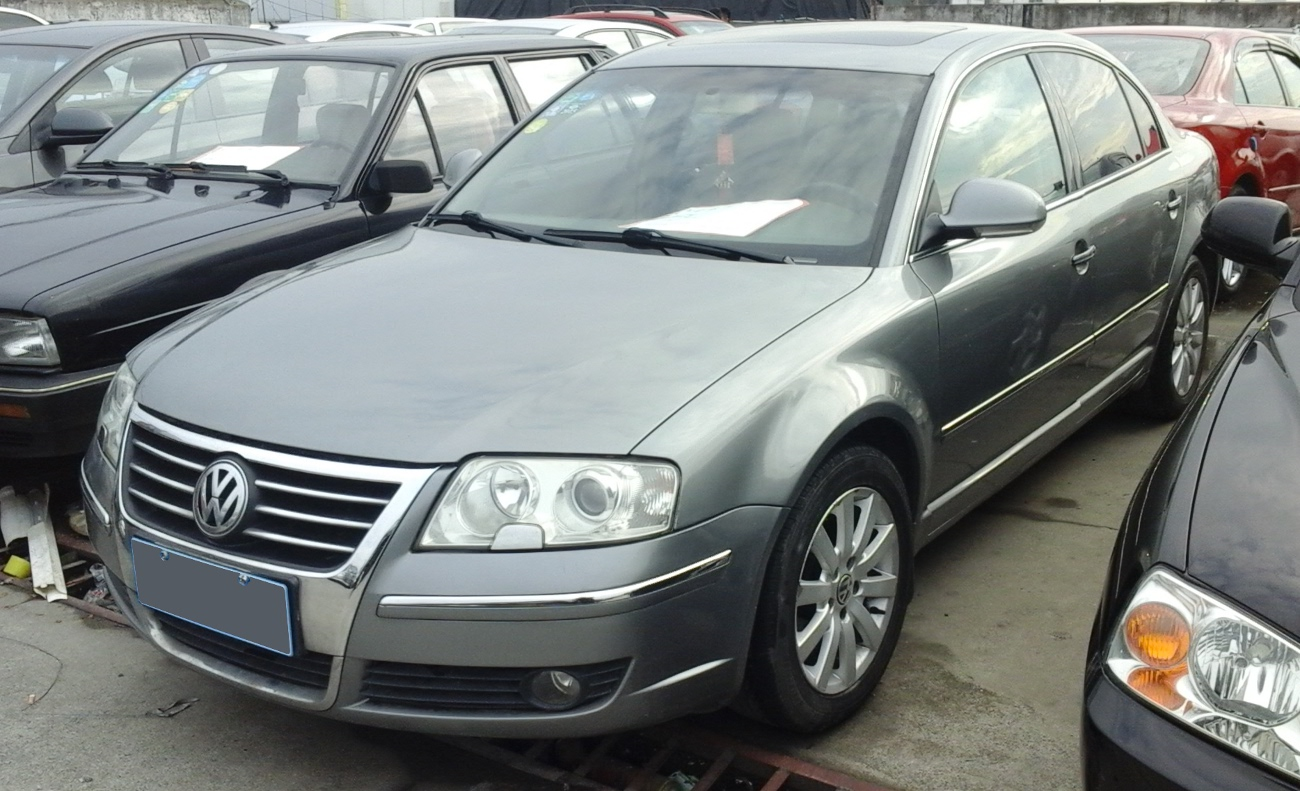
Volkswagen Passat Lingyu

### Двигуни

#### Бензинові
| Модель | Об'єм    | Клапани | Потужність при об/хв   | Крутний момент при об/хв | Код двигуна | Vмакс      | Роки виробництва |
| ------ | -------- | ------- | ---------------------- | ------------------------ | ----------- | ---------- | ---------------- |
| Р4     |          |         |                        |                          |             |            |                  |
| 1.8T   | 1781 см³ | 20      | 110 kW (150 к.с.)/5700 | 210 NHm1750–4600         | AWT         | 216 км/год | 2001–2008        |
| 2.0    | 1984 см³ | 8       | 85 kW (115 к.с.)/5400  | 172 Нм/3500              | AZM         | 197 км/год | 2001–2008        |
| V6     |          |         |                        |                          |             |            |                  |
| 2.8    | 2771 см  | 30      | 142 kW (193 к.с.)/6000 | 280 Нм/3200              | AMX         | 237 км/год | 2001–2008        |

#### Дизельні

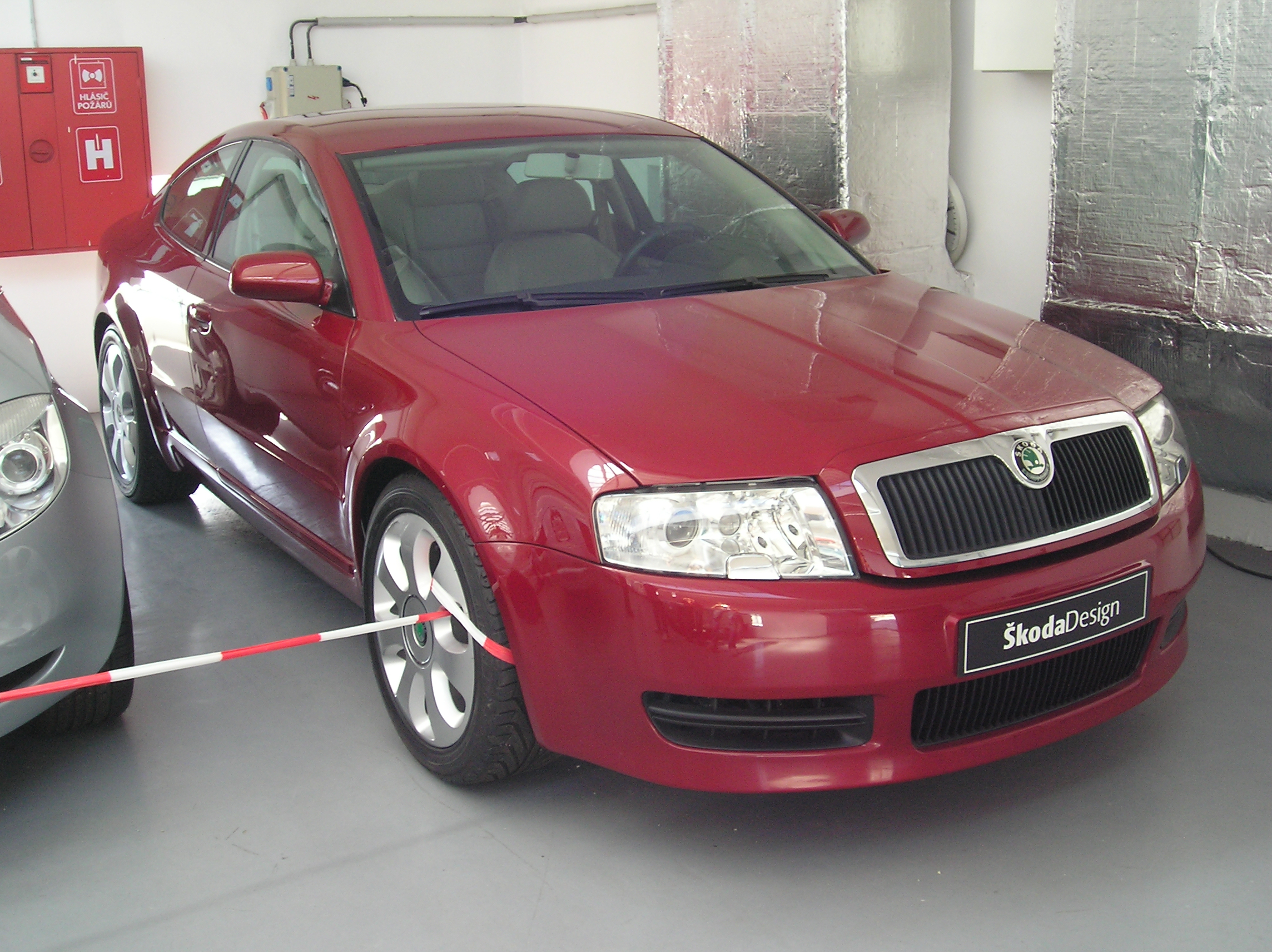
Škoda Tudor 2002

| Модель      | Об'єм    | Клапани | Потужність при об/хв   | Крутний момент при об/хв | Код двигуна | Vмакс      | Роки виробництва |
| ----------- | -------- | ------- | ---------------------- | ------------------------ | ----------- | ---------- | ---------------- |
| Р4          |          |         |                        |                          |             |            |                  |
| 1.9 TDI     | 1896 см³ | 8       | 77 kW (105 к.с.)/4000  | 250 Нм/1900              | BSV         | 192 км/год | 2005–2007        |
| 1.9 TDI     | 1896 см³ | 8       | 85 kW (115 к.с.)/4000  | 250 Нм/1900              | BPZ         | 198 км/год | 2007–2008        |
| 1.9 TDI [1] | 1896 см³ | 8       | 96 kW (130 к.с.)/4000  | 285 Нм/1750–2500         | AWX         | 205 км/год | 2001–2006        |
| 1.9 TDI [1] | 1896 см³ | 8       | 96 kW (130 к.с.)/4000  | 310 Нм/1900              | AVF         | 202 км/год | 2004–2006        |
| 2.0 TDI     | 1968 см³ | 8       | 103 kW (140 к.с.)/4000 | 320 Нм/1750–2500         | BSS         | 215 км/год | 2004–2008        |
| V6          |          |         |                        |                          |             |            |                  |
| 2.5 TDI     | 2496 см³ | 24      | 114 kW (155 к.с.)/4000 | 310 Нм/1400–3500         | AYM         | 219 км/год | 2001–2004        |
| 2.5 TDI     | 2496 см³ | 24      | 120 kW (163 к.с.)/4000 | 350 Нм/1500–3000         | BDG         | 223 км/год | 2003–2007        |

### Škoda Tudor
У березні 2002 року на автосалоні в Женеві представлено новий концепт-кар на основі Škoda Superb першого покоління з двигуном 2.8 л V6 потужністю 193 к.с. під назвою Škoda Tudor. Однак двохдверне купе в серію не пішло.

## Друге покоління (B6, Typ 3T; 2008-2015)

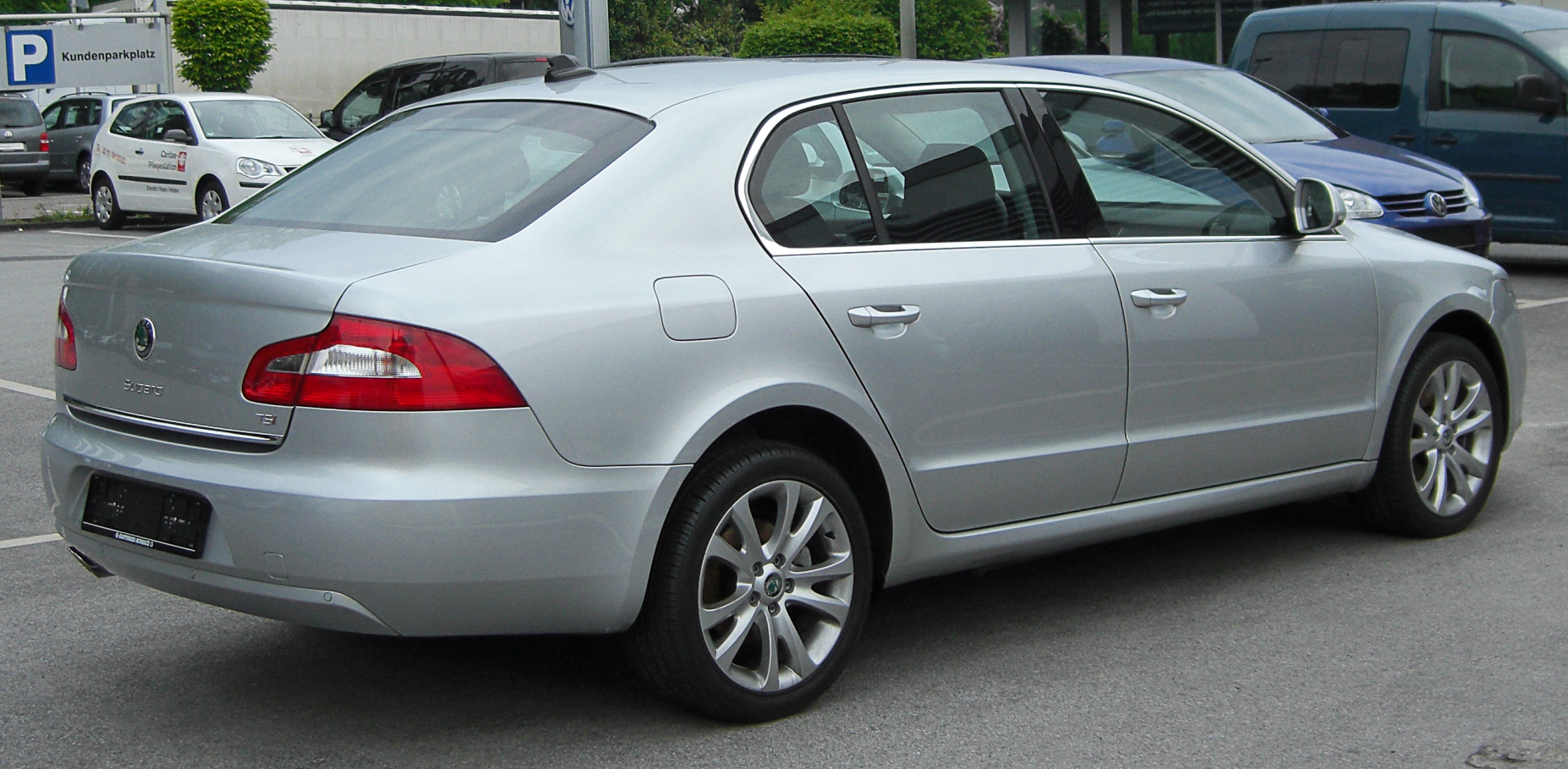
Škoda Superb II (2008–2013)

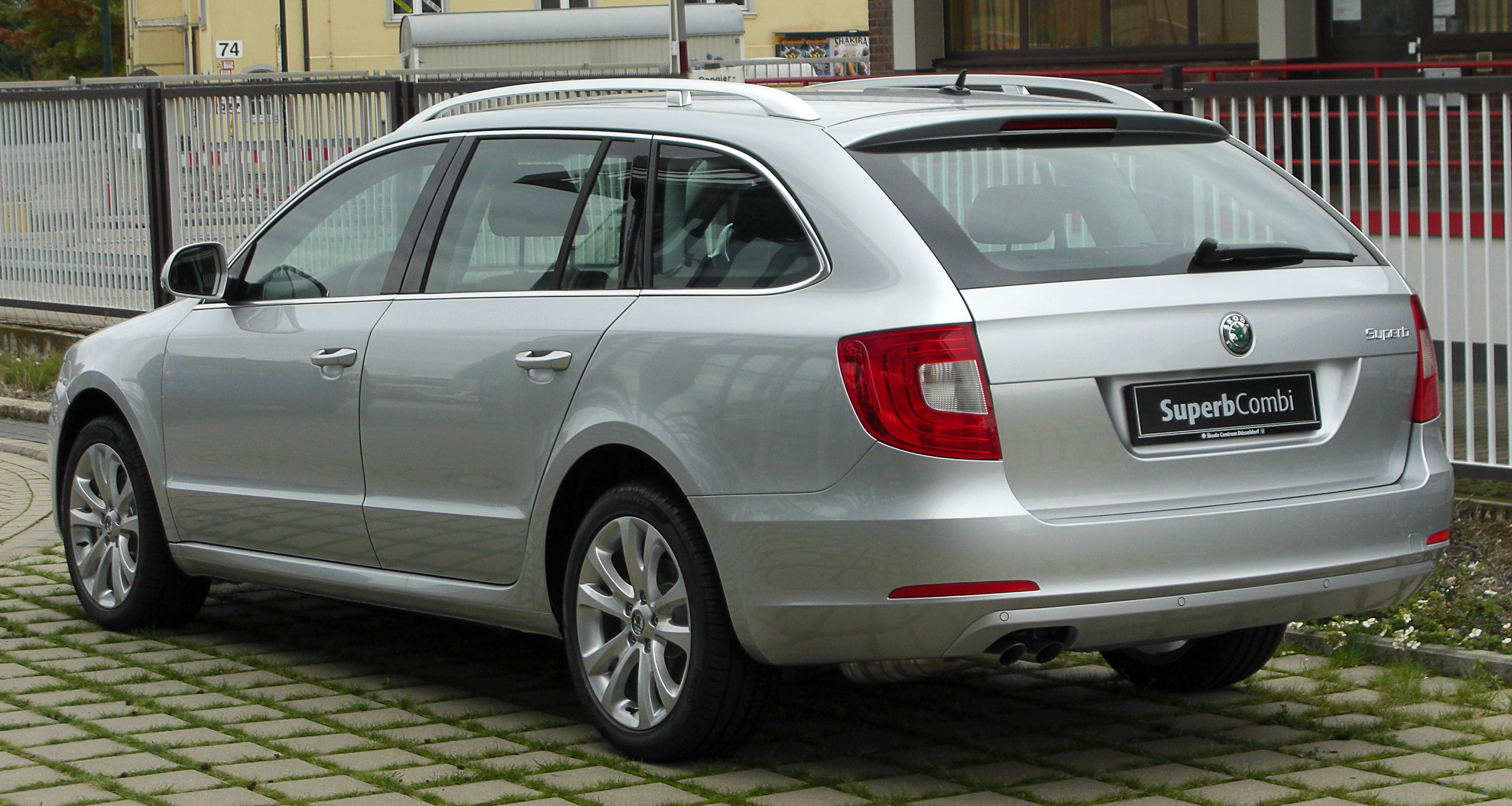
Skoda Superb Combi (2009–2013)

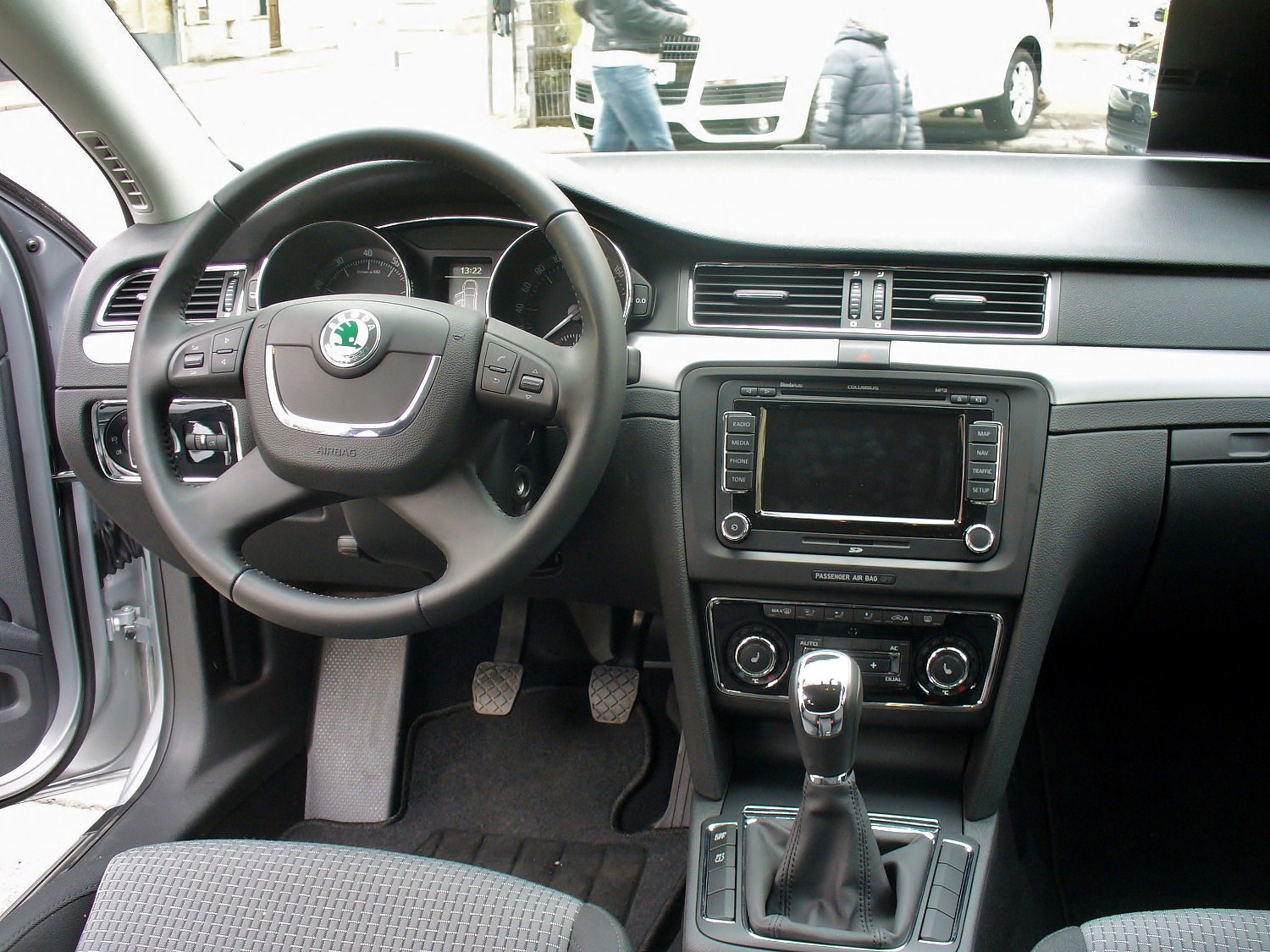
Салон Škoda Superb II

Вперше представлений на  Женевському автосалоні в березні 2008. Має такі комплектації: Comfort, Ambition, Elegance, Platinum. Автомобіль цікавий оригінальними задніми дверима, здатними відкриватися як разом, так і без заднього скла. Ця технологія отримала назву Twin-Door, і дозволяє вважати Superb як хетчбеком так і седаном. Багажний відсік збільшився на 85 л до 565 л, а якщо скласти задній ряд сидінь, то об'єм виросте до 1670 л.
Зовні автомобіль не нагадував Passat, хоча ділив з ним платформу PQ46. Автомобіль оснащується новою лінійкою двигунів від Volkswagen з пошаровим безпосереднім уприскуванням і турбонаддувом: 1,4, 1,8 і 2.0 л, механічними та автоматичними коробками передач. переднім або повним приводом. За замовчуванням з повним приводом з муфтою haldex 4-го покоління йде тільки 3.6 FSI, проте за окрему плату можна замовити 1.8 TFSI, 2.0 TFSI, 2.0 TDI. Найбільш поширений в Україні двигун 1,8 л CDAB EURO-4 (в Європі CDAA EURO-5) потужністю 152 к.с. забезпечує хорошу тягу в широкому діапазоні оборотів, особливо інтенсивно розганяючи Superb після 2000 об/хв і досягає максимальної швидкості в 216 км/год.
Автомобіль отримав багате оснащення: двозонний клімат-контроль, мультимедіа з навігацією і жорстким диском на 30 Гб, біксенонові фари і автопарковщик.
У 2009 році представлено Skoda Superb в версії універсал, яка має ще більш вражаючі параметри багажного відділення: 633 і 1865 літрів, відповідно. Ще через три роки вийшла позашляхова версія Škoda Superb Outdoor. У пакет «Outdoor» включені міцний захисний пластиковий обвіс для заднього бампера, колісних арок і дверних порогів. Передній бампер обладнаний більшими повітрозабірниками і круглими протитуманними фарами.
Пакет «Outdoor» доступний для всіх двигунів, а також з переднім або повним приводом за винятком версії GreenLine. Дана модель чудово підходить як для міста, так і для заміських доріг.
Автомобіль з коробкою DSG можна відрізнити по напису "DSG" на рукоятці коробки передач.

### Фейсліфт 2013
В квітні 2013 року на автосалоні в Шанхаї показали рестайлінговий Superb зі зміненою оптикою і зміненою обробкою інтер'єру. Список опцій поповнили керування електроприводом передніх сидінь з заднього ряду і панорамний люк з електроприводом. На дизелях стандартом стала система start/stop, в країнах ЄС дебютував початковий мотор 1.4 TSI (125 к.с.).

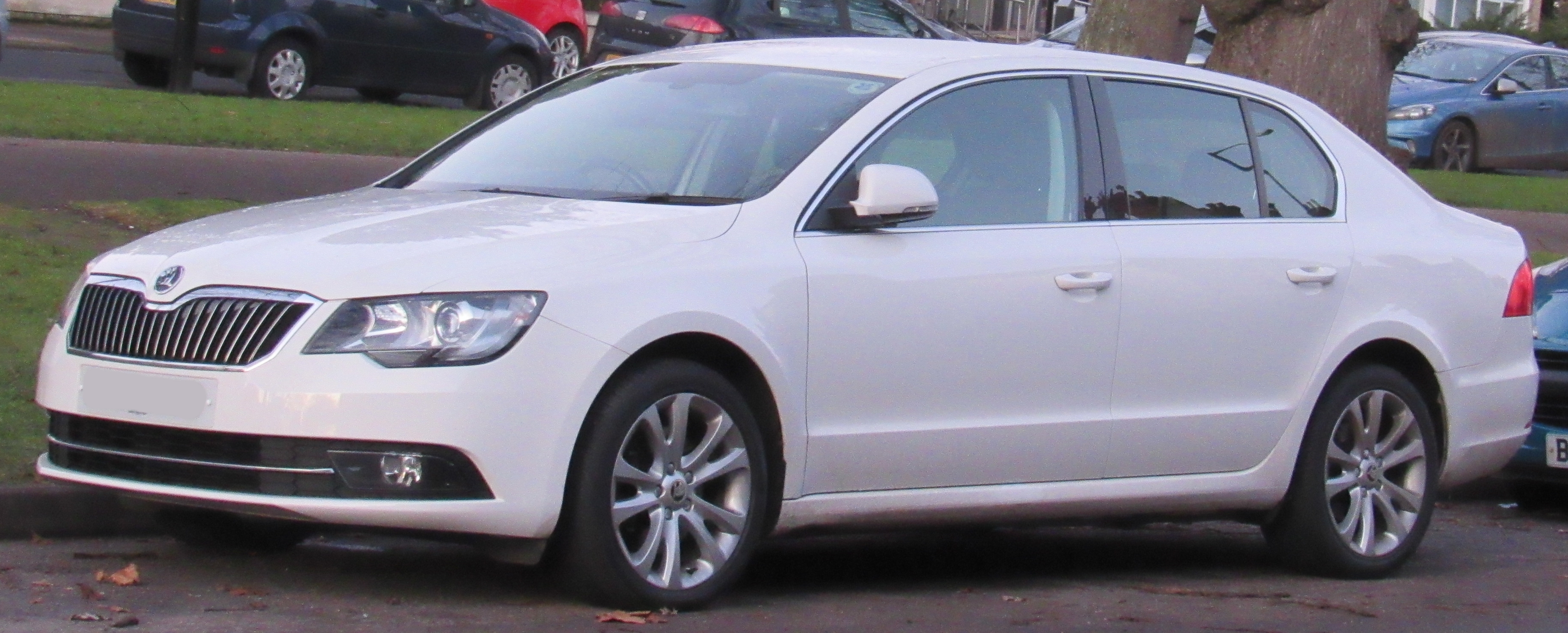
Skoda Superb II (2013– )
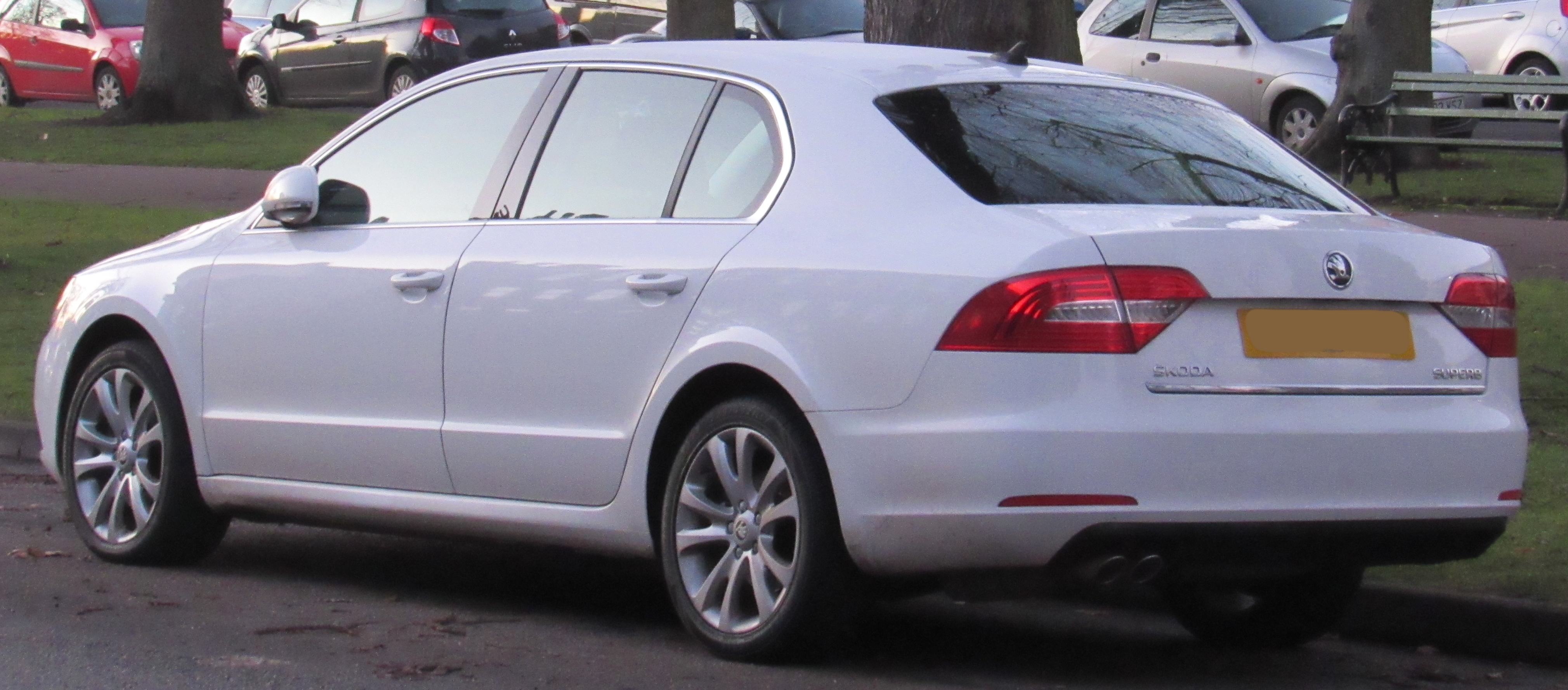
Skoda Superb II (2013– )

### Двигуни
| Модель           | Циліндри/ Клапани | Об'єм     | Потужність при об/хв        | Крутний момент об/хв | Vмакс (км/год) | Код двигуна | Примітки                                    | Роки виробництва |
| Бензинові        | Бензинові         | Бензинові | Бензинові                   | Бензинові            | Бензинові      | Бензинові   | Бензинові                                   | Бензинові        |
| ---------------- | ----------------- | --------- | --------------------------- | -------------------- | -------------- | ----------- | ------------------------------------------- | ---------------- |
| 1.4 TSI          | 4/16              | 1390 см³  | 92 kW (125 к.с.)/5000       | 200 Нм/1500–4000     | [199] 201      | CAXC        | також в Green tec                           | з 08/2008        |
| 1.8 TSI          | 4/16              | 1798 см³  | 112 kW (152 к.с.)/4300–6200 | 250 Нм/1500–4200     | [214] 216      | CDAB        | з 6-ст. АКПП                                | з 03/2009        |
| 1.8 TSI [1]      | 4/16              | 1798 см³  | 118 kW (160 к.с.)/5000–6200 | 250 Нм/1500–4200     | [218] 220      | BZB/CDAA    | опційно з повним приводом або 7-ст. DSG     | з 06/2008        |
| 2.0 TSI          | 4/16              | 1984 см³  | 147 kW (200 к.с.)/5100–6000 | 280 Нм/1700–5000     | [234] 236      | CCZA        | серійно з 6-ст. DSG                         | з 04/2010        |
| 3.6 FSI V6       | 6/24              | 3597 см³  | 191 kW (260 к.с.)/6000      | 350 Нм/2500–5000     | [247] 250      | CDVA        | серійно з повним приводом і 6-ст. DSG       | з 09/2008        |
| Дизельні         |                   |           |                             |                      |                |             |                                             |                  |
| 1.6 TDI (CR)     | 4/16              | 1598 см³  | 77 kW (105 к.с.)/4400       | 250 Нм/1500–2500     | [187] 189      | CAYC        | також в GreenLine                           | з 08/2010        |
| 1.9 TDI (PD)     | 4/8               | 1896 см³  | 77 kW (105 к.с.)/4000       | 250 Нм/1900          | 190            | BLS         | також в GreenLine; не пропонується в Combi; | 06/2008–08/2010  |
| 2.0 TDI [2] (PD) | 4/8               | 1968 см³  | 103 kW (140 к.с.)/4000      | 320 Нм/1800–2500     | [205] 207      | BMP         | опційно з 6-ст. DSG                         | 06/2008–02/2010  |
| 2.0 TDI [2] (CR) | 4/16              | 1968 см³  | 103 kW (140 к.с.)/4200      | 320 Нм/1750–2500     | [205] 207      | CBAB/CFFB   | опційно з Повним приводом або 6-ст. DSG     | з 02/2010        |
| 2.0 TDI [3] (CR) | 4/16              | 1968 см³  | 125 kW (170 к.с.)/4200      | 350 Нм/1750–2500     | [220] 222      | CBBB/CFGB   | опційно з повним приводом або 6-ст. DSG     | з 06/2008        |

- В дужках [...] дані для моделі в кузові універсал.

[1]Модель з двигуном 118 кВт (160 к.с.) мала червону літеру I в позначенні TSI.
[2]Модель з дизельним двигуном 103 кВт (140 к.с.) мала червону літеру I в позначенні TDI Schriftzug gekennzeichnet.
[3]Модель з дизельним двигуном 125 кВт (170 к.с.) мала червоні літери DI в позначенні TDI.

## Третє покоління (B8, Typ 3V; 2015-2024)

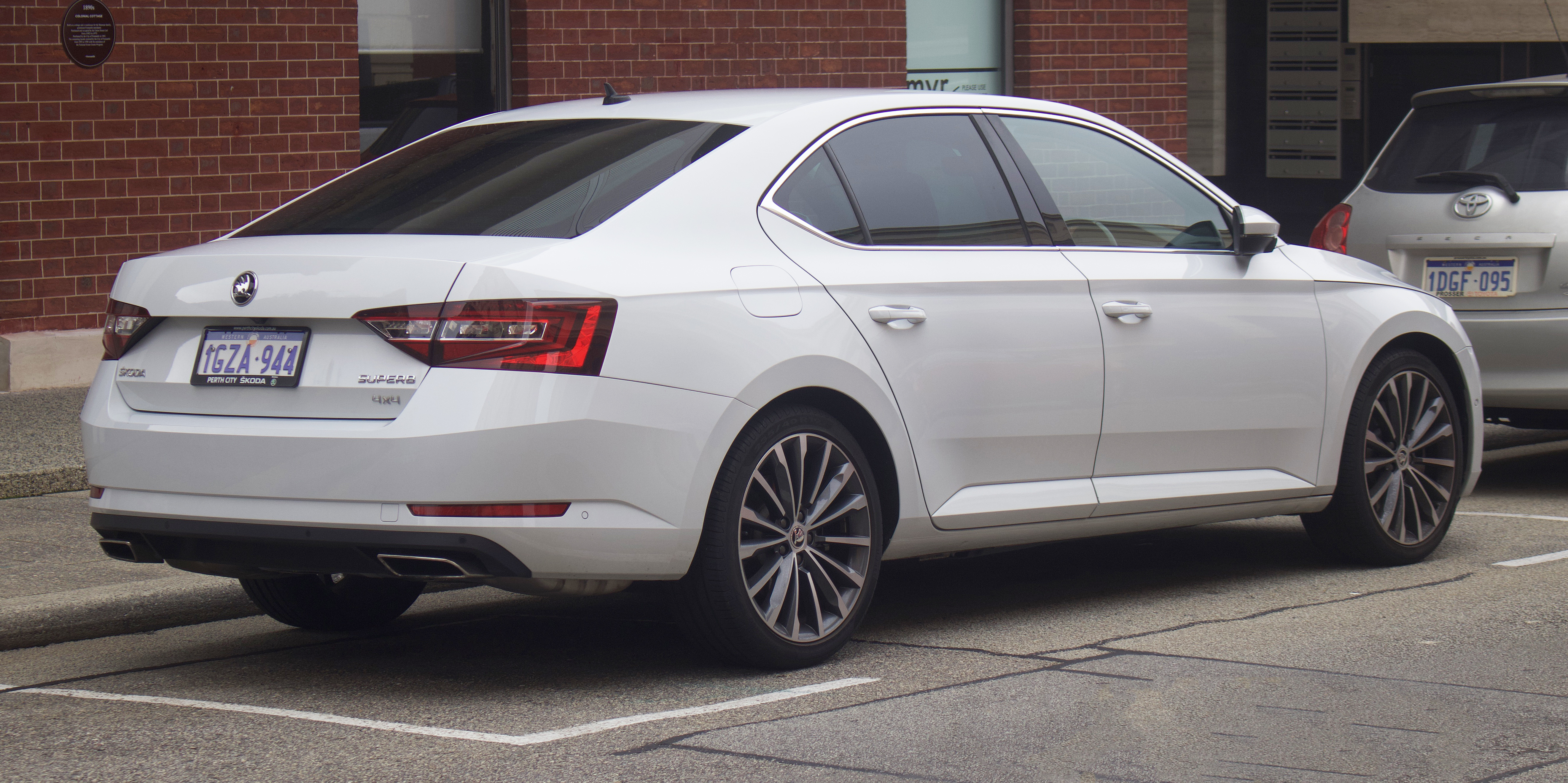
Škoda Superb ІІІ

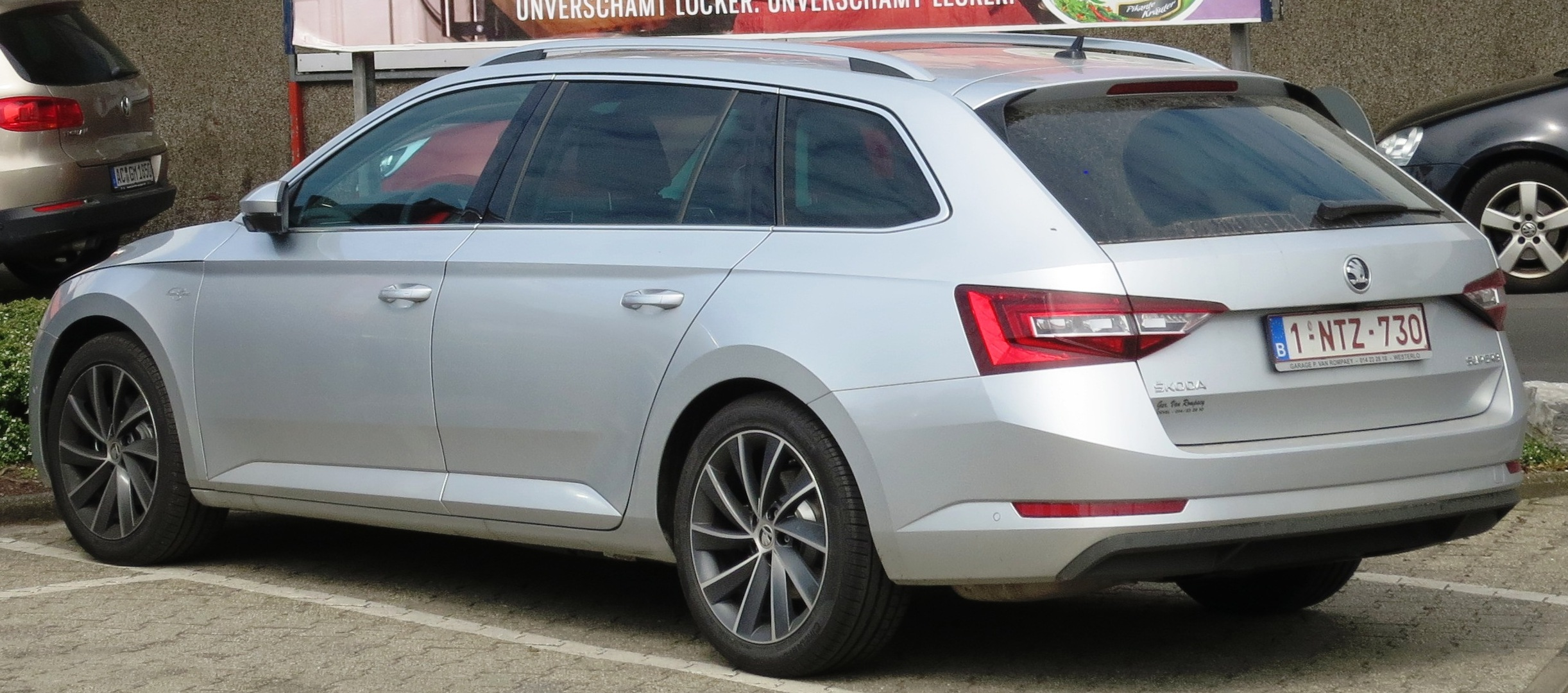
Škoda Superb ІІІ Combi

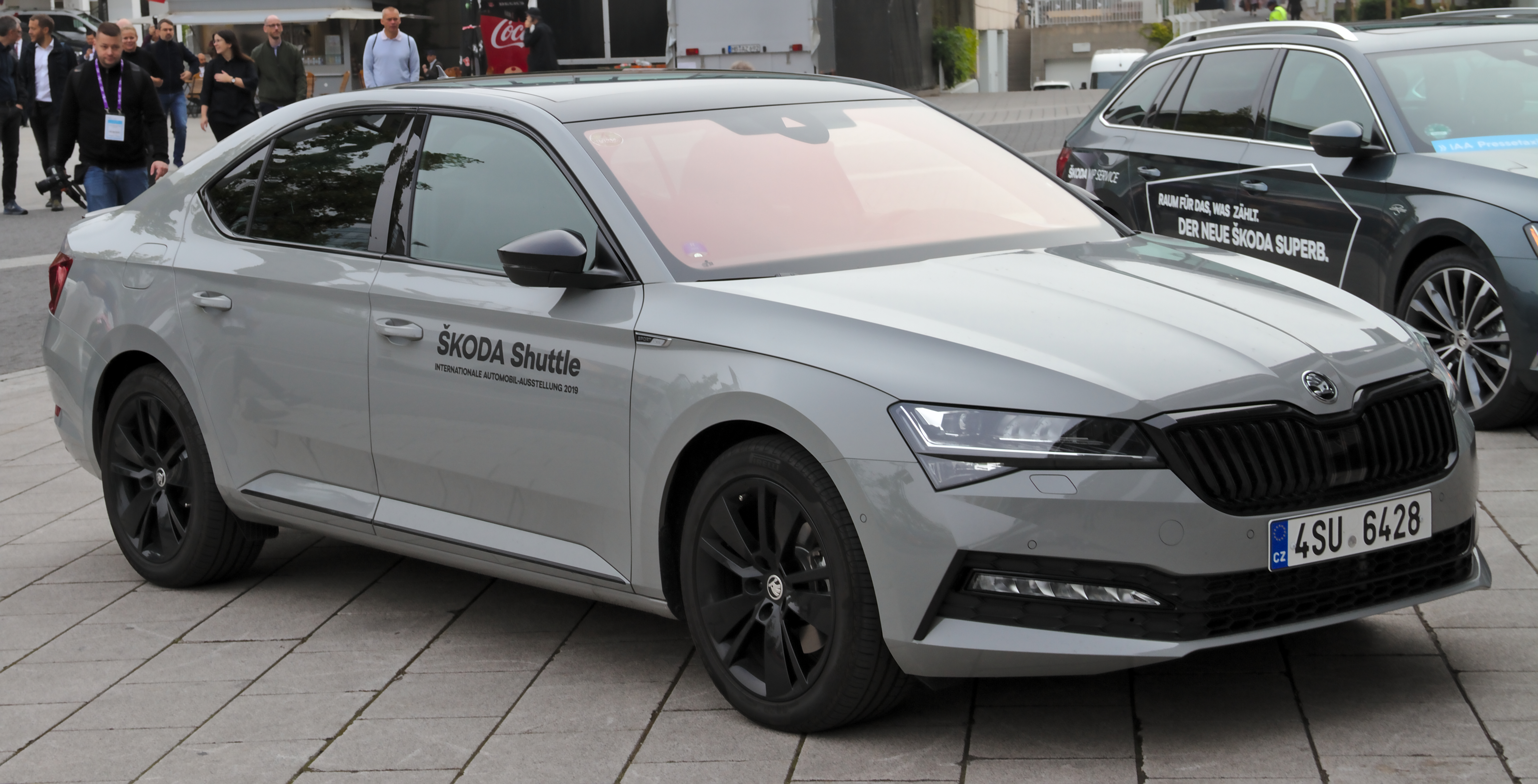
Škoda Superb ІІІ (з 2019)

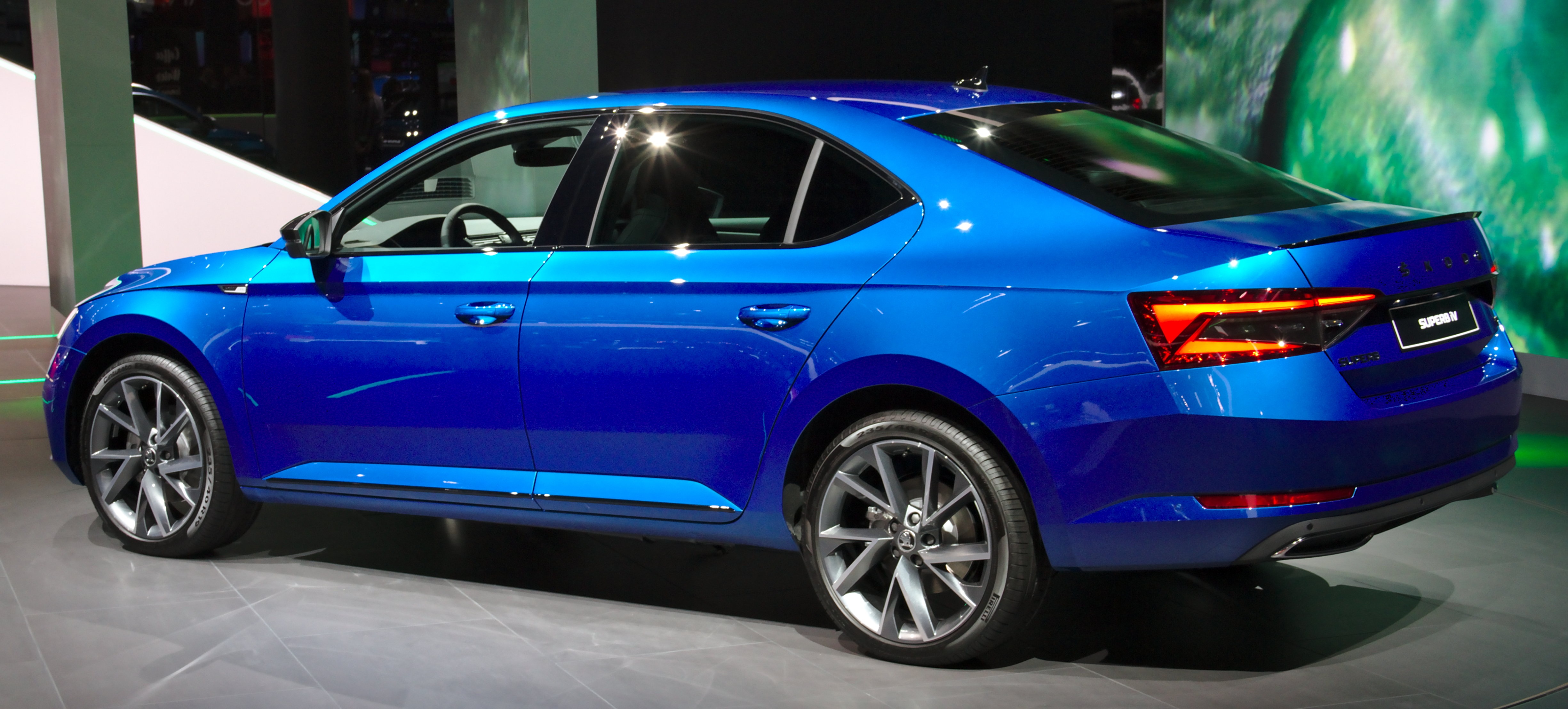
Škoda Superb ІІІ iV (з 2019)

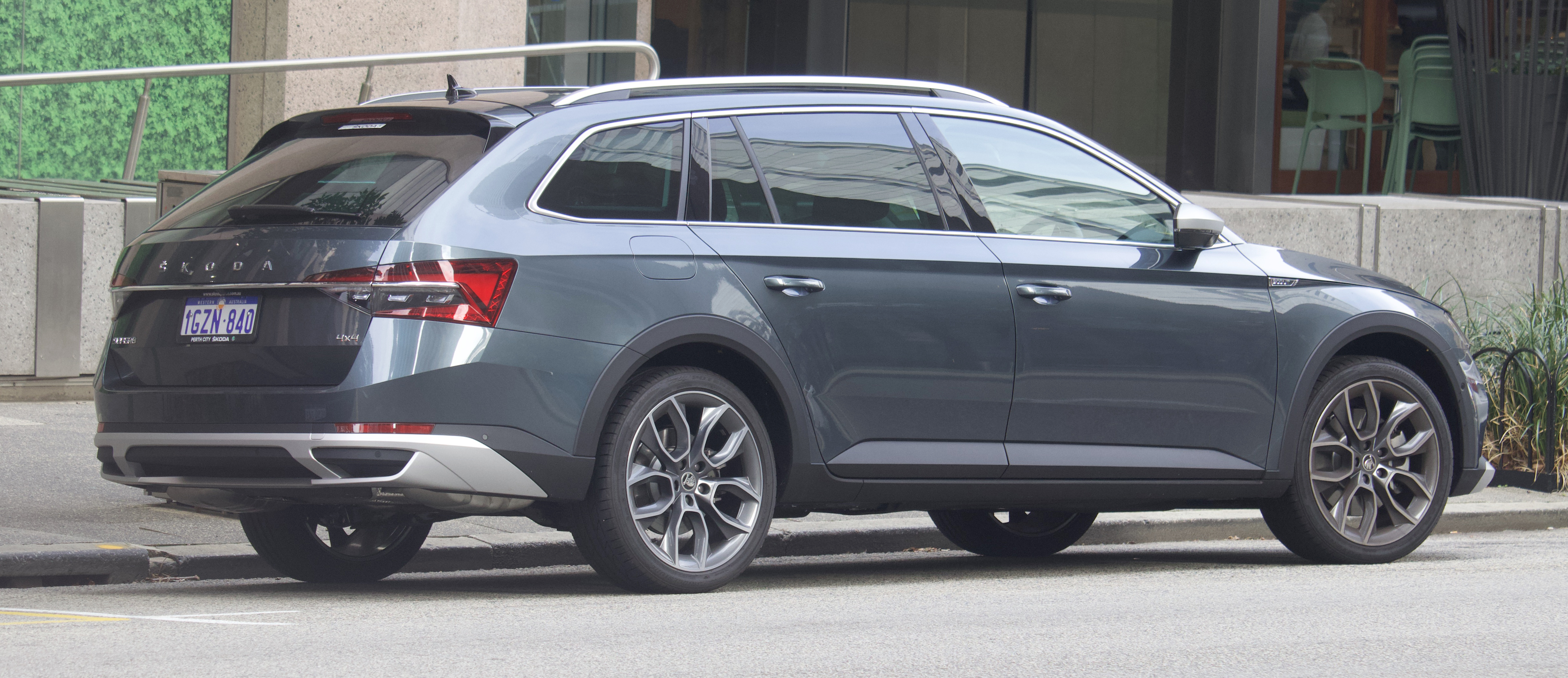
Škoda Superb Scout 4x4 (з 2019)

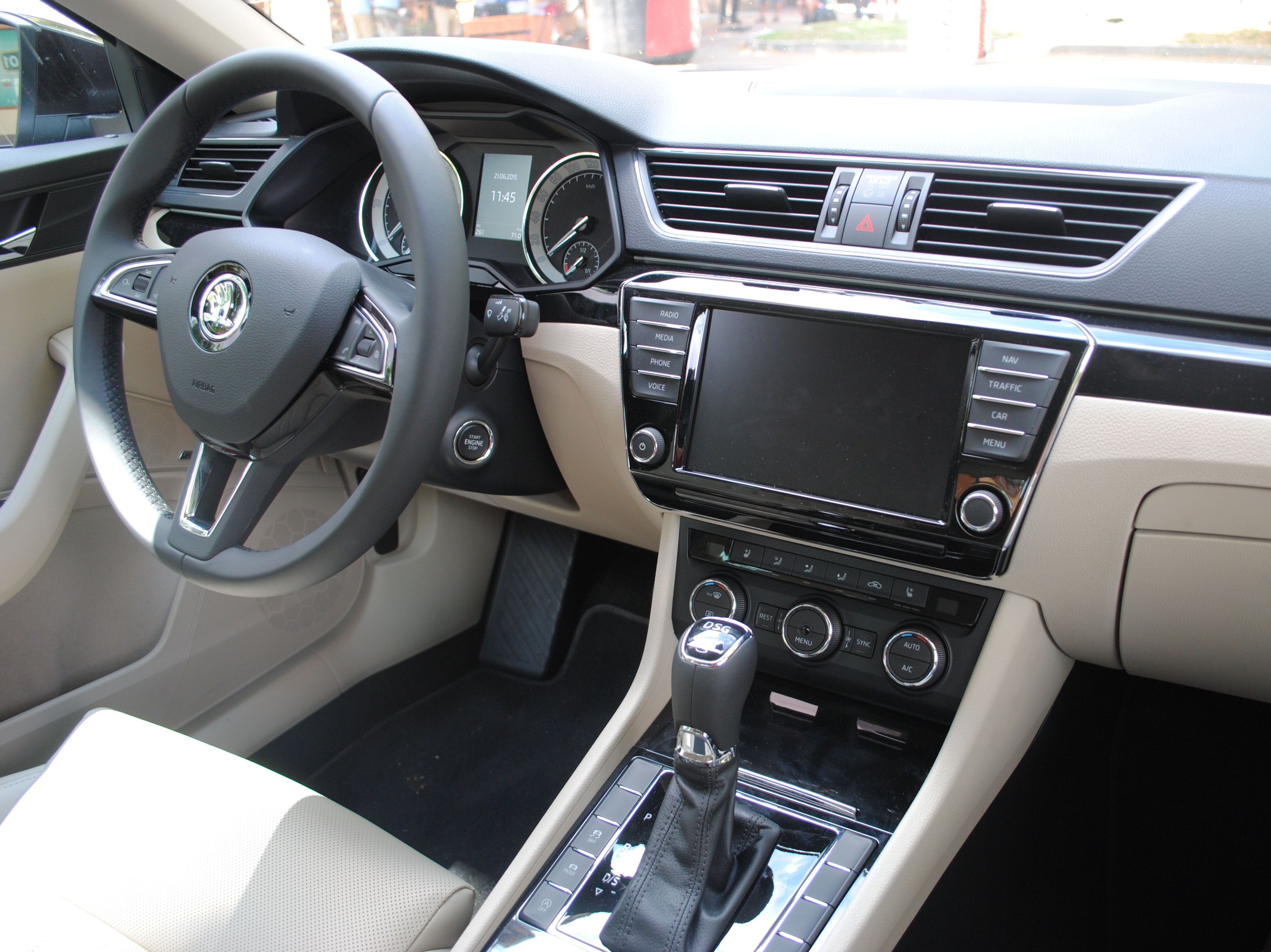
Салон Škoda Superb ІІІ

Superb третього покоління збудували на модульній платформі MQB, яка лежить в основі Passat B8. Передня підвіска тут типу McPherson, ззаду - багатоважільна. Колісна база чеської моделі збільшиться на 75 міліметрів - до 2836 міліметрів. Для флагмана Skoda запропонують лінійку моторів: бензинові і дизельні турбодвигуни потужністю від 119 до 280 кінських сил. Базові версії будуть оснащуватися механічною коробкою передач з шістьма ступенями, але більшу кількість модифікацій отримають роботизовану трансмісію DSG. За доплату можна буде оснастити машину повним приводом (муфта Haldex п'ятого покоління).
Прем'єра сімейства Škoda Superb наступного покоління відбулася 3 березня 2015 року. Над дизайном автомобіля працював Йозеф Кабан. Компанія не обмежилася зміною одного лише зовнішнього вигляду та здійснила модернізацію інтер'єру, зробивши його практично ідентичним VW. Серед особливостей можна виділити гладкі поверхні, виконані з високоякісних матеріалів, зручну приладову панель. Важливу роль у дизайні інтер'єру салону грає можливість регулювати сидіння і висоту підлокітників для того, щоб досягти максимально зручного положення для всіх пасажирів. Також, існує можливість використання додаткового механізму, який повністю опускає задні сидіння для збільшення місткості багажника. Всередині повний комплект стандартного обладнання, який компанія використовує для всіх своїх моделей, а саме: аудіо-система, кондиціонер, Bluetooth. Добре продумано організацію приладової панелі, всі необхідні кнопки і перемикачі розміщуються зручно для швидкого використання. Також, автомобіль оснащений великою кількістю функцій, покликаних збільшити маневреність. Серед них: передній паркувальний сенсор, електронна паркувальна система, камера заднього виду і обігрів лобового скла для кращого бачення в туманну погоду.

### Plug-in Hybrid
В вересні 2019 року дебютувала Škoda Superb Plug-in Hybrid. Потужність гібридної силової установки становить 160 кВт (218 к.с.). Гібридна установка складається з бензинового мотора 1,4 TSI потужністю 115 кВт (156 к.с.) і електродвигуна потужністю 85 кВт. Батареї заховані під підлогою, тому розміри салону і багажника у Superb не стали меншими.
Гібрид здатний проїхати тільки на електриці 56 км, а його загальний пробіг (бензин + електро) становить 850 км. Причому, це виміри за новітніми тестами WLTP.

### Двигуни
Бензинові
- 1.4 л Р4 TSI EA211 125 к.с.
- 1.4 л Р4 TSI ACT EA211 150 к.с.
- 1.8 л Р4 TSI EA888 180 к.с.
- 2.0 л Р4 TSI EA888 220 к.с.
- 2.0 л Р4 TSI EA888 280 к.с.

Дизельні
- 1.6 л Р4 TDI 120 к.с.
- 2.0 л Р4 TDI 150 к.с.
- 2.0 л Р4 TDI 190 к.с.

Гібрид
- 1.4 л Plug-in Hybrid Р4 TSI ACT EA211 156 к.с. + електродвигун 115 к.с., сумарно 218 к.с. і 400 Нм

## Четверте покоління (B9, Typ 3; 2024–тепер)

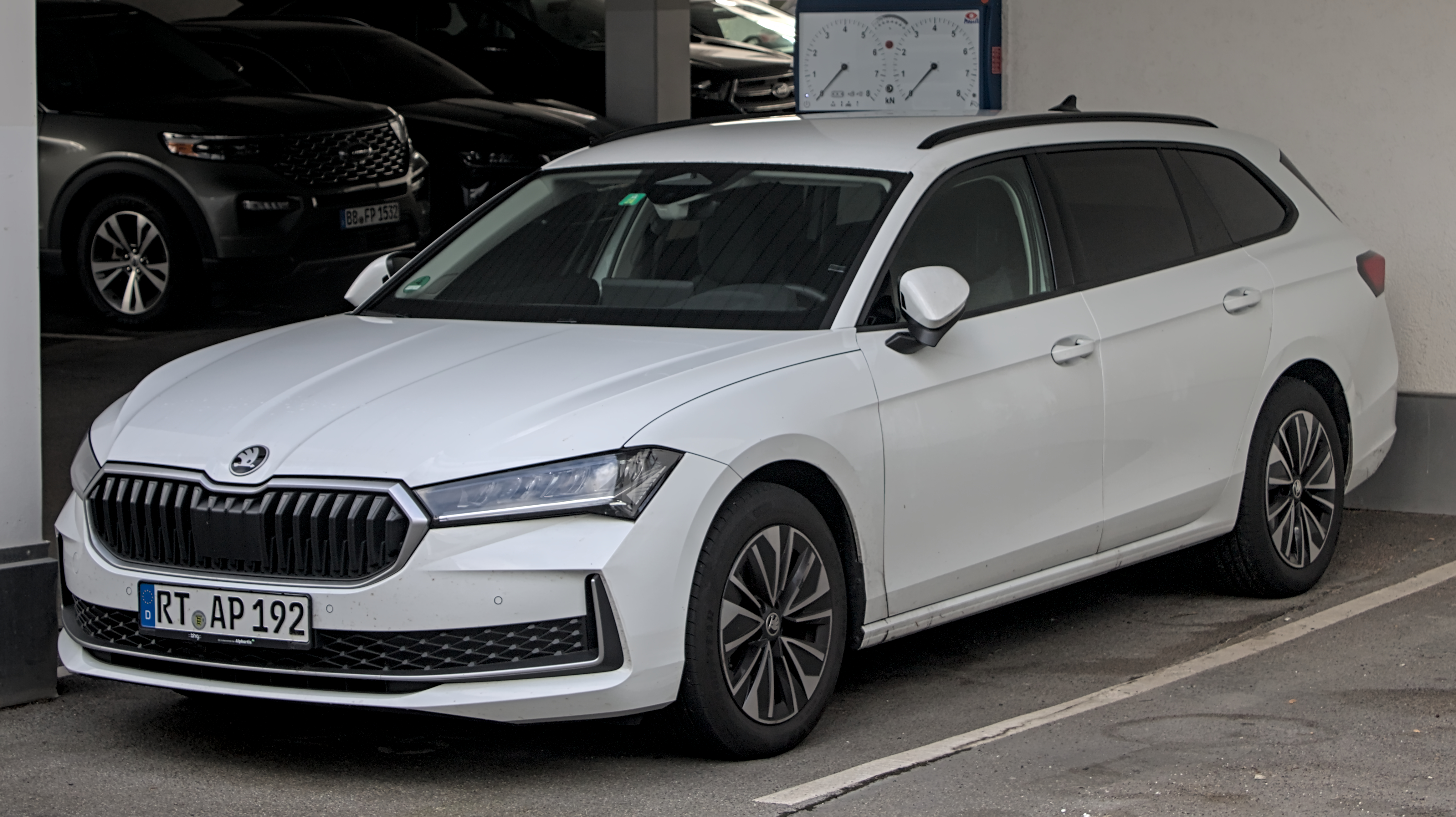
Škoda Superb ІV Combi (з 2024)

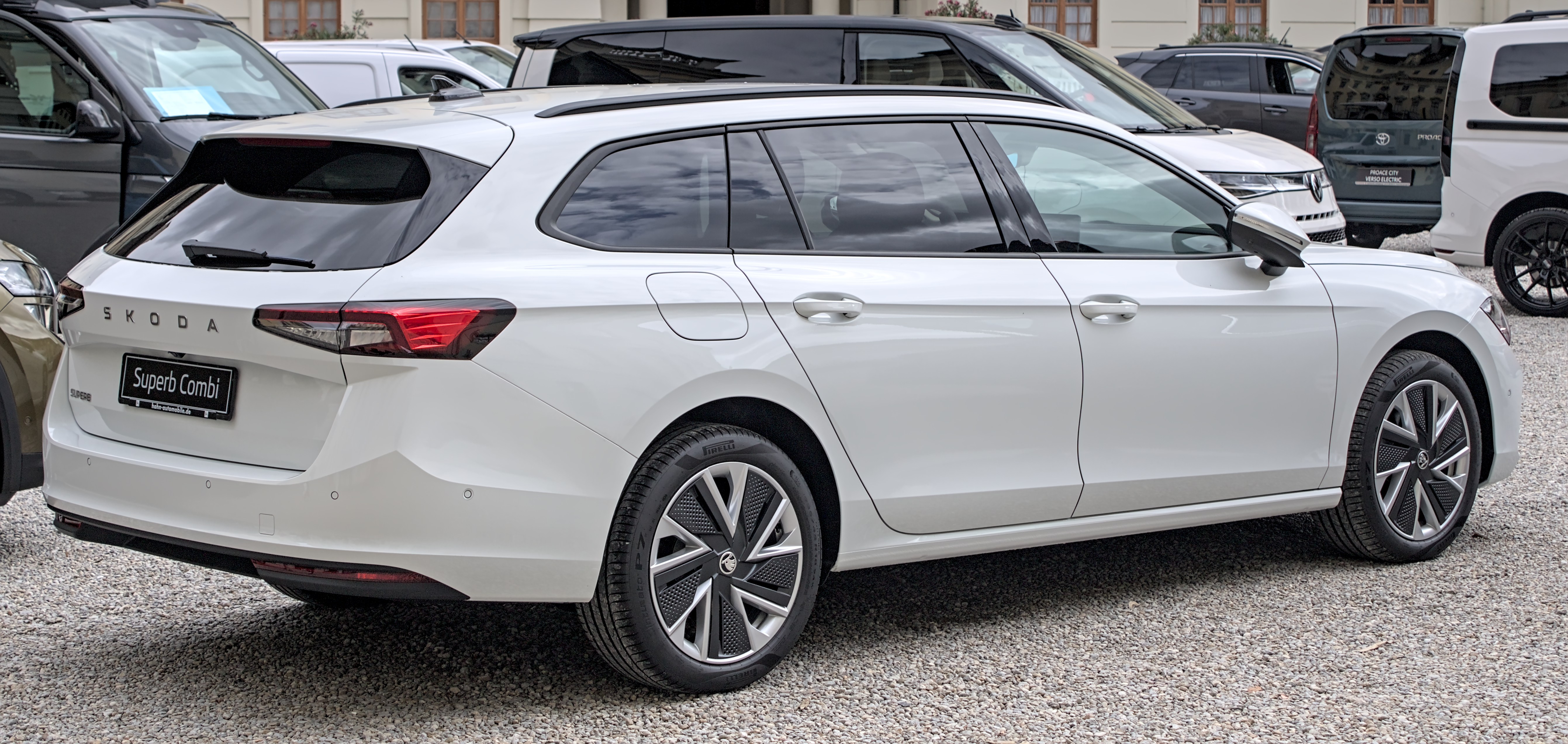
Škoda Superb ІV Combi (з 2024)

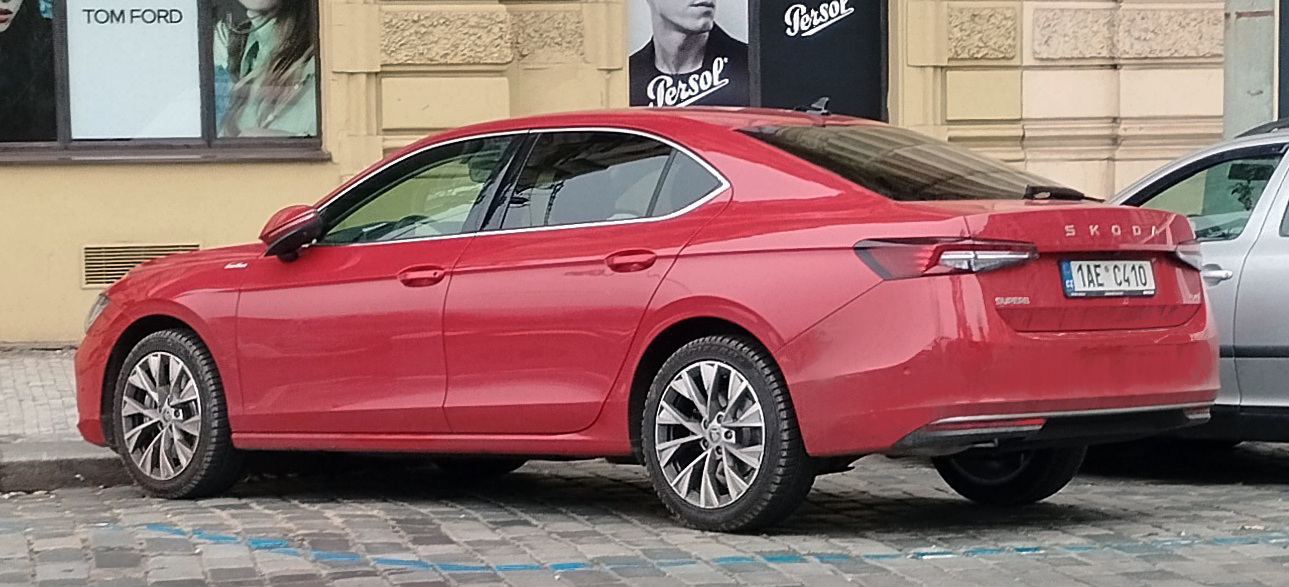

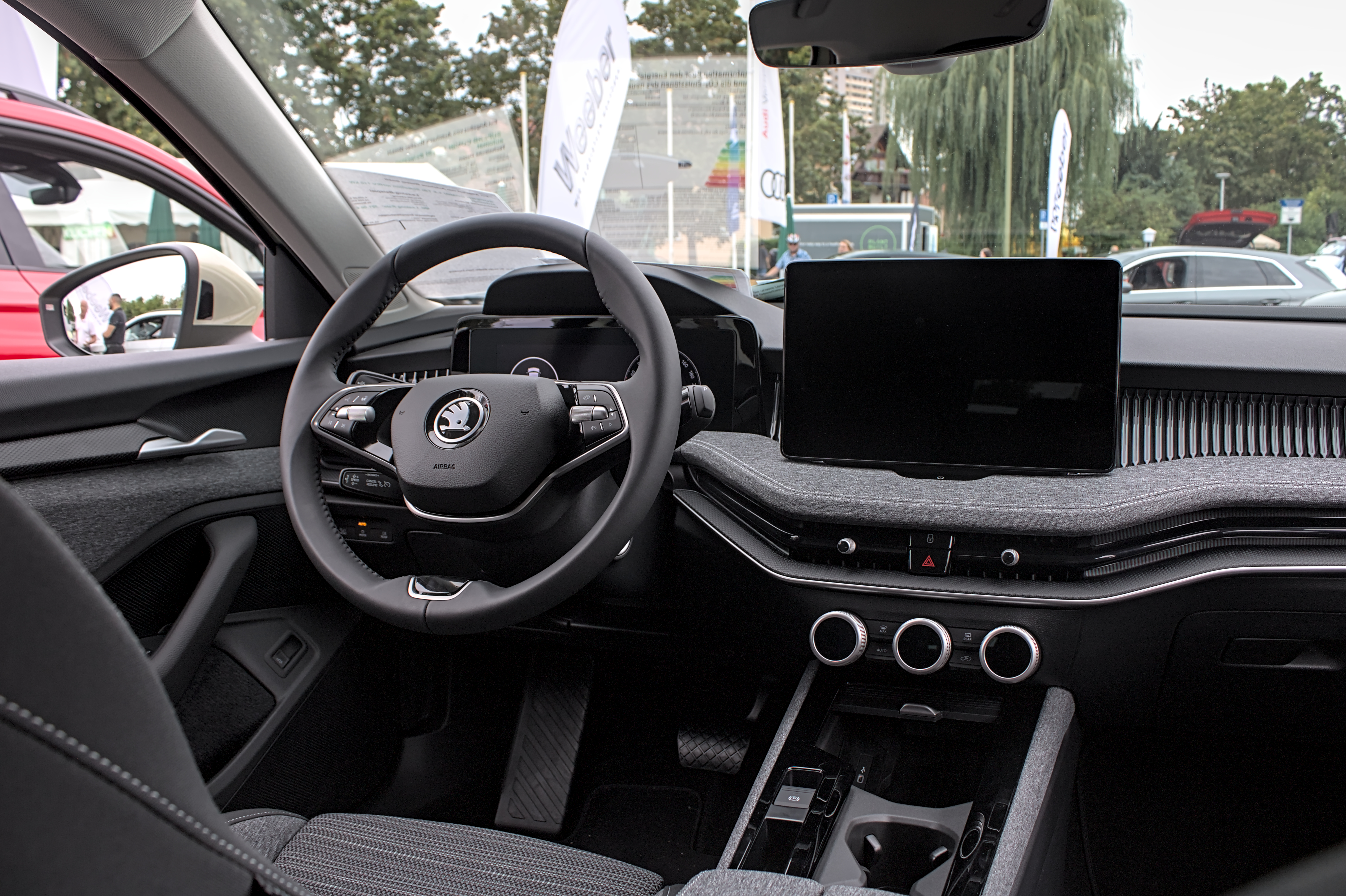

Офіційний дебют Superb четвертого покоління відбулося 2 листопада 2023 року. На відміну від Passat B9, з яким він споріднений, модель пропонуватиметься як універсал, так і ліфтбек. Лінійка двигунів включатиме бензинові та дизельні двигуни, а також новий гібридний агрегат.

### Двигуни
Бензинові:
- 1.5 L TSI VW EA 211 evo2 I4 mild hybrid 150 к.с.
- 2.0 L TSI VW EA888 I4 265 к.с.

Plug-in hybrid:
- 1.5 L TSI VW EA 211 evo2 I4 + електродвигун 204 к.с. (Superb iV)

Дизельні:
- 2.0 L TDI VW EA288 evo I4 150 к.с.
- 2.0 L TDI VW EA288 evo I4 193 к.с.

## Зноски
1. ↑  DRIVE-TEST: Чья культура нам ближе в связке Skoda Superb и Toyota Camry? [Архівовано 4 травня 2010 у Wayback Machine.] 28-09-2009
2. ↑  Mit Handschaltgetriebe
3. ↑  Mit Automatikgetriebe
4. ↑  Mit Rußpartikelfilter
5. ↑  Тест-драйв Skoda Superb: наступаем по всем фронтам [Архівовано 21 жовтня 2019 у Wayback Machine.](рос.)
6. ↑  Як ми тестували Skoda SuperB 2016. automoto.ua. Архів оригіналу за 4 листопада 2016. Процитовано 2 листопада 2016.